# 1998 en bande dessinée
| Années de la bande dessinée : 1995 - 1996 - 1997 - 1998 - 1999 - 2000 - 2001    |
| Décennies de la bande dessinée : 1960 - 1970 - 1980 - 1990 - 2000 - 2010 - 2020 |

Cet article présente les faits marquants de l'année 1998 en bande dessinée.

## Évènements
- 22 au 25 janvier : 25e Festival international de la bande dessinée d'Angoulême : Festival d'Angoulême 1998.
- Les 18 et 19 avril : 5e Festival de bande dessinée de Perros-Guirec.
- 28 au 30 août : 10e Festival de Solliès-Ville
- L'éditeur CrossGen lance son catalogue, comprenant des titres tels que Mystic, Scion, Sojourn…
- Joe Quesada et Jimmy Palmiotti lancent le label Marvel Knights et arrête leur maison d'édition Event Comics.
- Fin de l'année : Jim Lee vend sa société, Wildstorm, à DC. Des séries telles que WildCATS, Authority ou Planetary, et des collections comme America's Best Comics, sont donc intégrées au giron de Warner.

## Nouveaux albums
Voir aussi : Albums de bande dessinée sortis en 1998

### Franco-belge
| Sortie      | Titre                                                                               | Scénariste                     | Dessinateur           | Coloriste    | Éditeur              |
| ----------- | ----------------------------------------------------------------------------------- | ------------------------------ | --------------------- | ------------ | -------------------- |
| janvier     | Bill Baroud Tome 1 : Espion                                                         | Manu Larcenet                  | Manu Larcenet         |              | Fluide glacial       |
| janvier     | Madame et Ève Tome 1 : Enfin libres !                                               | Harry Dugmore, Stephen Francis | Rico Schacherl        |              | Vents d'Ouest        |
| janvier     | Selen en bd Tome 09 : Tentatives de charme                                          | Luca Tarlazzi                  |                       |              | Vents d'Ouest        |
| janvier     | L'intégrale des pieds nickelés Tome 29 : Tour de France - Footballeurs - S'évadent  | René Pellos                    |                       |              | Vents d'Ouest        |
| janvier     | Lili Tome 5 : Lili à l'opéra                                                        | Al Gérard                      |                       |              | Vents d'Ouest        |
| janvier     | Statistiques sans pitié                                                             | Gaston                         |                       |              | Vents d'Ouest        |
| février     | Bloodline Tome 2 : La Traque                                                        | Ange                           | Alberto Varanda       |              | Vents d'Ouest        |
| février     | Le Pays des elfes Tome 27 : Le Pouvoir de l'œuf                                     | Wendi Pini, Richard Pini       |                       |              | Vents d'Ouest        |
| février     | Aggie Tome 3 : Aggie et Pim                                                         | Al Gérard                      |                       |              | Vents d'Ouest        |
| février     | Wendigo Tome 1 : Celui qu'accompagnent les loups                                    | Mathieu Gallié                 | Jean-Baptiste Andréae |              | Vents d'Ouest        |
| mars        | Dilbert Full-contact au bureau                                                      | Scott Adams                    |                       |              | Vents d'Ouest        |
| mars        | Selen en bd Tome 10 : Métamorphoses                                                 | Stefano Mazzotti               |                       |              | Vents d'Ouest        |
| avril       | Lili Tome 6 : Lili et ses locataires                                                | Al Gérard                      |                       |              | Vents d'Ouest        |
| avril       | Jim Maigrir, la torture, le supplice                                                | Jim                            | Fredman               |              | Vents d'Ouest        |
| avril       | Madame et Ève Tome 2 : Votez Madame et Ève                                          | Harry Dugmore, Stephen Francis | Rico Schacherl        |              | Vents d'Ouest        |
| mai         | Aggie Tome 4 : Aggie à Paris                                                        | Hal Rasmusson                  |                       |              | Vents d'Ouest        |
| juin        | Les archives Goscinny Tome 1 : Le journal de Tintin (1956-1961)                     | René Goscinny                  |                       |              | Vents d'Ouest        |
| juin        | Le Pays des elfes Tome 28 : La fin d'un rêve                                        | Wendi Pini, Richard Pini       |                       |              | Vents d'Ouest        |
| juin        | Le Pays des elfes Hors-série 20e anniversaire                                       | Wendi Pini, Richard Pini       |                       |              | Vents d'Ouest        |
| juin        | Péché mortel Tome 3 : Résistances                                                   | Toff                           | Béhé                  |              | Vents d'Ouest        |
| juin        | Tout savoir sur… Tout savoir sur… le bricolage                                      |                                | François Bué          |              | Vents d'Ouest        |
| juin        | Ras le bol… Ras le bol… du téléphone portable                                       | Bertrand Meunier               | Monsieur B.           |              | Vents d'Ouest        |
| juin        | Selen en bd Tome 11 : Sex in Italy IV                                               | Luca Tarlazzi                  |                       |              | Vents d'Ouest        |
| juillet     | Damoiselle gorge Tome 2 : Vingt roseaux                                             | Tiburce Oger                   | Christian Paty        |              | Vents d'Ouest        |
| août        | Lili Tome 07 : Lili à la campagne                                                   | Al Gérard                      |                       |              | Vents d'Ouest        |
| août        | L'intégrale des pieds nickelés Tome 30 : Rastacaphe - Triomphe - Parfum sans nom    | René Pellos                    |                       |              | Vents d'Ouest        |
| août        | Selen en bd Tome 12 : Les Rendez-Vous du plaisir                                    | Stefano Natali, Store          |                       |              | Vents d'Ouest        |
| septembre   | L'Homme expliqué aux femmes                                                         | Boublin, Marceau               |                       |              | Vents d'Ouest        |
| septembre   | Le Pays des elfes Tome 29 : L'appel                                                 | Wendi Pini, Richard Pini       |                       |              | Vents d'Ouest        |
| septembre   | Bloodline Tome 3 : Passé recomposé                                                  | Ange                           | Alberto Varanda       |              | Vents d'Ouest        |
| septembre   | Gorn Tome 07 : La Chute de l'Ogre                                                   | Tiburce Oger                   |                       |              | Vents d'Ouest        |
| septembre   | Selen en bd Girls, girls, girls - Illustrations Erotiques                           | Dominique Wetz                 |                       |              | Vents d'Ouest        |
| 1er octobre | Les Aventures de Vick et Vicky - Tome 4 - Le Secret du Lac Gelé                     | Bruno Bertin                   | Bruno Bertin          | Studio Vicky | Éditions P'tit Louis |
| octobre     | Joe Bar Team L'Encyclopédie imbécile de la moto                                     | Bar2, Bidault                  |                       |              | Vents d'Ouest        |
| octobre     | Jim La Thune                                                                        | Jim                            |                       |              | Vents d'Ouest        |
| octobre     | Selen en bd Tome 13 : Mauvaises Habitudes                                           | Giovanna Casotto               |                       |              | Vents d'Ouest        |
| octobre     | Aggie Tome 5 : Aggie et les révoltés de l'Uram                                      | Al Gérard                      |                       |              | Vents d'Ouest        |
| novembre    | Chez gaspard Tome 1 : Les Femmes                                                    | Jacky Goupil, Gérard Lasnier   | Alexandre Mermin      |              | Vents d'Ouest        |
| novembre    | Marilyn en BD                                                                       | Collectif                      |                       |              | Vents d'Ouest        |
| novembre    | Les nouvelles aventures de lili : Lili à Chérie FM                                  | Anne Châtel, François Garnier  |                       |              | Vents d'Ouest        |
| décembre    | Pyrénée                                                                             | Régis Loisel                   | Philippe Sternis      |              | Vents d'Ouest        |
| ?           | Les Aventures extraordinaires d'Adèle Blanc-Sec Tome 8 : Le Mystère des profondeurs | Tardi                          | Tardi                 |              | Casterman            |
| ?           | L'Ascension du Haut Mal Tome 3                                                      | David B.                       | David B.              |              | L'Association        |
| ?           | Johan et Pirlouit T.16 La Nuit des sorciers                                         | Yvan Delporte                  | Alain Maury           |              |                      |

### Comics
| Sortie | Titre                                                     | Scénariste  | Dessinateur | Coloriste | Éditeur       |
| ------ | --------------------------------------------------------- | ----------- | ----------- | --------- | ------------- |
| mars   | Dilbert Le boss, imbuvable, intouchable et fier de l'être | Scott Adams |             |           | Vents d'Ouest |
| mars   | Dilbert Dilbert et consorts                               | Scott Adams |             |           | Vents d'Ouest |
| mars   | Dilbert N'humiliez jamais un collègue                     | Scott Adams |             |           | Vents d'Ouest |
| mars   | Dilbert Conversations avec Dogbert                        | Scott Adams |             |           | Vents d'Ouest |
| mars   | Dilbert Pas besoin d'expérience quand on a la grosse tête | Scott Adams |             |           | Vents d'Ouest |

### Mangas
| Sortie | Titre       | Scénariste | Dessinateur | Coloriste | Éditeur |
| ------ | ----------- | ---------- | ----------- | --------- | ------- |
| ?      | à compléter |            |             |           |         |

## Décès
- 11 janvier : Win Mortimer, dessinateur de comics
- 16 février : Gervy
- 24 février : Antonio Prohías, auteur de Spy vs. Spy
- 1er mars : Archie Goodwin
- 7 avril : Alex Schomburg
- 8 avril : René Pellos
- 13 juin : Reg Smythe
- 1er août :
  - Herboné
  - Florenci Clavé
- 3 septembre : Vincent Alascia, dessinateur de comics
- 3 novembre : Bob Kane (créateur de Batman)
- 23 décembre : Joe Orlando, dessinateur de comics
- 30 décembre : Jean-Claude Forest (Barbarella, Les Naufragés du temps)
- Autres décès : Kim Yong-hwan